# 신중화대선 ~마이클과 메이메이의 모험~
신중화대선 ~마이클과 메이메이의 모험~은 사이버프론트코리아가 개발한 Wii용 게임 소프트웨어이다.